# Invasión normanda de Malta
La invasión normanda de Malta fue un ataque a la isla de Malta, entonces habitada predominantemente por musulmanes, realizado por las fuerzas del condado normando de Sicilia dirigidas por Roger I en 1091. Los invasores sitiaron Medina (actual Mdina), el principal asentamiento de la isla, pero los habitantes lograron negociar términos de paz. Los musulmanes liberaron a los cristianos cautivos, hicieron un juramento de lealtad a Roger y le rindieron un tributo anual. El ejército de Roger luego saqueó la cercana isla de Gozo y regresó a Sicilia con los cautivos liberados.
El ataque no provocó ningún cambio político importante, pero allanó el camino para la recristianización de Malta, que comenzó en 1127. A lo largo de los siglos, la invasión de 1091 se idealizó como la liberación de la Malta cristiana del dominio musulmán, y de ella surgieron una serie de tradiciones y leyendas, como la improbable afirmación de que el conde Roger diese sus colores rojo y blanco a los malteses como colores nacionales.

## Antecedentes
La conquista normanda del sur de Italia comenzó a principios del siglo XI. La conquista de Sicilia se completó en 1091, con la caída del último bastión musulmán de Noto. Su ubicación frente a la costa de Sicilia convirtió a las islas maltesas en un objetivo natural de la expansión normanda para concluir la conquista de Sicilia. Roberto Guiscardo había hecho planes para atacar Malta ya en 1072.
En ese momento, Malta estaba habitada principalmente por musulmanes. Según Al-Himyarī, la isla había sido despoblada tras un ataque aglabí en el 870 d. C. y fue repoblada por una comunidad musulmana en 1048-1049. La evidencia arqueológica sugiere que Medina era un asentamiento musulmán próspero a principios del siglo XI, por lo que 1048-1049 podría ser la fecha en que la ciudad se fundó oficialmente y se construyeron sus murallas. Es posible que los musulmanes que habitaban Malta fueran refugiados que habían huido de Sicilia debido a las guerras árabo-bizantinas. Los bizantinos hicieron un intento fallido de reconquistar Malta en 1053-1054.

## Invasión y secuelas

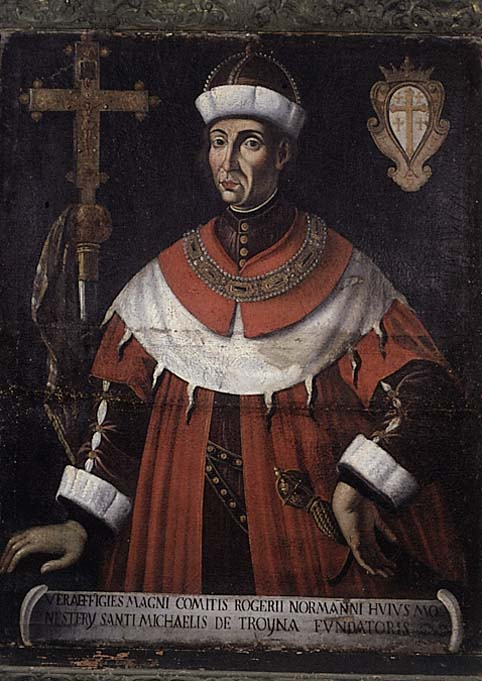
Roger I de Sicilia.

La flota normanda dirigida por el conde Roger I dejó el cabo Scalambri en Sicilia en junio o julio de 1091 y llegó a Malta en dos días. El hijo mayor de Roger, Jordán de Altavilla, había querido comandar la expedición contra Malta, pero Roger decidió ir en persona, posiblemente porque temía que su hijo pudiera desertar a los musulmanes. El barco de Roger llegó primero, ya que era más rápido que los demás, e inicialmente desembarcó con trece caballeros. Los habitantes ofrecieron cierta resistencia a los invasores, pero algunos murieron y el resto huyó. El conde Roger fue tras algunos de los que huyeron y regresó al punto de reunión más tarde ese día. Para entonces, todo el ejército había desembarcado y estaba acampado en la costa.
Al amanecer del día siguiente, Roger y su ejército marcharon hacia la capital de la isla, Medina, y la sitiaron. Según los informes, el gobernante de la ciudad y sus habitantes estaban aterrorizados por el ejército invasor y pidieron reunirse con el conde para discutir los términos de paz. Liberaron a todos los prisioneros cristianos y entregaron caballos, mulas, todas sus armas y una suma de dinero a los normandos. También acordaron hacer un juramento de lealtad a Roger y pagar un tributo anual.
Según los informes, los cautivos cristianos se regocijaron por su libertad y sostuvieron cruces de madera o de caña, cantaron Kyrie eleison y se arrojaron a los pies de Roger. Los cristianos se embarcaron en los barcos de Roger y finalmente fueron a Sicilia. En el camino, los normandos invadieron y saquearon la isla hermana de Malta, Gozo. A su llegada a Sicilia, Roger se ofreció a construir un asentamiento conocido como «Villafranca» (aldea libre) para los cautivos liberados, que estaría exento de impuestos. A los que optaron por regresar a sus hogares se les ofreció paso libre a través del estrecho de Messina.
En 1192, Tancredo de Sicilia nombró a Margaritone de Bríndisi el primer conde de Malta, quizás por su inesperado éxito en la captura de la emperatriz Constanza contendiente al trono. En 1194 Enrique VI, emperador del Sacro Imperio Romano Germánico, esposo de Constanza, conquistó el Reino de Sicilia, por lo que se perdió el condado de Margaritone.

## Análisis
La fuente casi contemporánea más confiable sobre la invasión normanda de Malta es un relato del historiador del siglo XI Goffredo Malaterra. Este aclama mucho las acciones del conde Roger. En siglos posteriores, la invasión normanda se idealizó en un cuento en el que Roger liberó a los cristianos de Malta del opresivo dominio musulmán, y este concepto entró en la tradición y el folclore malteses. La idea de una población cristiana maltesa sobreviviente durante el período de dominio musulmán fue promovida por el historiador del siglo XVII Giovanni Francesco Abela. No hay evidencia de una población cristiana local sobreviviente, aunque esto ha sido discutido y hay muy poca evidencia del período 870-1091 en general. Se cree que los cautivos cristianos liberados en 1091 no eran locales malteses o sicilianos, sino posiblemente de otras partes de Italia u otros lugares de Europa.
En el siglo XIX, diferentes autores habían agregado gradualmente una serie de «detalles» sin fuentes en los relatos de la invasión normanda. Estos incluyen la especulación de que algunos malteses ayudaron a los normandos en su ataque contra los musulmanes y que Roger permitió que los árabes permanecieran en Malta y continuaran practicando su religión. Algunos relatos afirmaron que después de la invasión Roger estableció un consejo popular y otorgó leyes y privilegios a los malteses. A Roger también se le atribuyó la concesión de los colores de la familia Altavilla, rojo y blanco, a los malteses como su escudo de armas y colores nacionales. Esta atribución parece tener su origen en un panfleto fechado en 1841. Hoy en día, el rojo y el blanco forman la base de la bandera y el escudo de Malta, pero la afirmación de que los colores se originaron en la invasión de 1091 carece de fundamento y es poco probable.
Las tradiciones y leyendas locales relacionaron varios lugares de Malta con la invasión normanda. Se dice que Miġra l-Ferħa, una pequeña ensenada cerca de Mtaħleb en la costa occidental de Malta, fue el lugar donde desembarcaron Roger y su ejército. Ferħ significa «alegría» en maltés, y finalmente se pensó que el nombre del lugar se originó a partir de la bienvenida del conde. En realidad, la ensenada no habría sido adecuada para un desembarco, ya que solo puede acomodar dos o tres barcos y es insegura. Wied ir-Rum («valle de los cristianos»), ubicado al oeste de Mdina, también se identificó como un lugar donde vivieron los cristianos malteses durante el período de dominio musulmán, y donde los malteses se reunieron antes de recibir al conde Roger.
Hoy en día, la invasión normanda se considera poco más que una razia y no un intento de establecer una ocupación permanente de las islas. Sin embargo, allanó el camino para la cristianización y latinización de Malta, y dejó un profundo impacto cultural en los malteses en los siglos posteriores. El establecimiento de un régimen cristiano en Malta solo se produjo después de otra invasión del hijo del conde Roger, el rey Roger II de Sicilia, en 1127. En este punto, llegaron colonos cristianos a Malta, incluidos administradores, miembros de la guarnición, comerciantes y clérigos. Sus idiomas se fusionaron con el dialecto siculo-árabe hablado por la población musulmana, y eventualmente evolucionó hacia el idioma maltés. Esto provocó la cristianización de Malta, aunque el Islam sobrevivió en las islas hasta alrededor de 1250.
Anteriormente se pensaba que la invasión ocurrió en el año 1090, pero ahora se cree que ocurrió en 1091.